# Megastigmus
Megastigmus är ett släkte av steklar som beskrevs av Johan Wilhelm Dalman 1820. Megastigmus ingår i familjen gallglanssteklar.

## Bildgalleri

## Dottertaxa tillMegastigmus, i alfabetisk ordning[1][2]
- Megastigmus acaciae
- Megastigmus aculeatus
- Megastigmus adelaidensis
- Megastigmus albifrons
- Megastigmus albizziae
- Megastigmus almusiensis
- Megastigmus amamoori
- Megastigmus amelanchieris
- Megastigmus americanus
- Megastigmus amicorum
- Megastigmus asteri
- Megastigmus atedius
- Megastigmus ater
- Megastigmus atlanticus
- Megastigmus banksiae
- Megastigmus bipunctatus
- Megastigmus borriesi
- Megastigmus borus
- Megastigmus brachychitoni
- Megastigmus brachyscelidis
- Megastigmus brevicaudis
- Megastigmus brevivalvus
- Megastigmus caperatus
- Megastigmus carinus
- Megastigmus cecili
- Megastigmus cellus
- Megastigmus certus
- Megastigmus chamaecyparidis
- Megastigmus cotoneastri
- Megastigmus cryptomeriae
- Megastigmus cupressi
- Megastigmus darlingi
- Megastigmus distylii
- Megastigmus dorsalis
- Megastigmus drances
- Megastigmus duclouxiana
- Megastigmus dumicola
- Megastigmus eucalypti
- Megastigmus ezomatsuanus
- Megastigmus fidus
- Megastigmus fieldingi
- Megastigmus firmae
- Megastigmus flavivariegatus
- Megastigmus floridanus
- Megastigmus formosus
- Megastigmus fulvipes
- Megastigmus fuscicornis
- Megastigmus gahani
- Megastigmus gravis
- Megastigmus grotiusi
- Megastigmus habui
- Megastigmus herndoni
- Megastigmus hilaris
- Megastigmus hilli
- Megastigmus hoffmeyeri
- Megastigmus hypogeus
- Megastigmus iamenus
- Megastigmus immaculatus
- Megastigmus inamurae
- Megastigmus juniperi
- Megastigmus karnatakensis
- Megastigmus koebelei
- Megastigmus laricis
- Megastigmus lasiocarpae
- Megastigmus likiangensis
- Megastigmus limoni
- Megastigmus longicauda
- Megastigmus maculatipennis
- Megastigmus maculipennis
- Megastigmus mali
- Megastigmus mariannensis
- Megastigmus melanus
- Megastigmus melleus
- Megastigmus mercatori
- Megastigmus milleri
- Megastigmus nigripropodeum
- Megastigmus nigrovariegatus
- Megastigmus nipponicus
- Megastigmus pallidiocellus
- Megastigmus pascali
- Megastigmus pergracilis
- Megastigmus physocarpi
- Megastigmus pictus
- Megastigmus pingii
- Megastigmus pinsapinis
- Megastigmus pinus
- Megastigmus pistaciae
- Megastigmus pourthiaeae
- Megastigmus pseudomali
- Megastigmus pseudotsugaphilus
- Megastigmus quadrifasciativentris
- Megastigmus quadrisetae
- Megastigmus quinquefasciatus
- Megastigmus quinquesetae
- Megastigmus rafni
- Megastigmus rigidae
- Megastigmus rosae
- Megastigmus sabinae
- Megastigmus schimitscheki
- Megastigmus sexsetae
- Megastigmus sinensis
- Megastigmus somaliensis
- Megastigmus speciosus
- Megastigmus specularis
- Megastigmus spermotrophus
- Megastigmus stigmatizans
- Megastigmus strobilobius
- Megastigmus sulcicollis
- Megastigmus suspectus
- Megastigmus synophri
- Megastigmus tasmaniensis
- Megastigmus thomseni
- Megastigmus thuyopsis
- Megastigmus thyoides
- Megastigmus tostini
- Megastigmus transvaalensis
- Megastigmus trisulcatus
- Megastigmus trisulcus
- Megastigmus tsugae
- Megastigmus tsugaphilus
- Megastigmus wachtli
- Megastigmus validus
- Megastigmus walsinghami
- Megastigmus variegatus
- Megastigmus viggianii
- Megastigmus viridescens
- Megastigmus voltairei
- Megastigmus zhaoi